# Star One C3
Star One C3 — бразильский телекоммуникационный спутник, эксплуатируемый одноимённой компанией. Космический аппарат был выведен на орбиту ракетой-носителем Ариан-5 10 ноября 2012 21:05 UTC.

## Описание
Echostar 17 был разработан компанией Orbital на базе платформы Star-2.4 Bus. Масса спутника — 3200 кг. В качестве полезной нагрузки он несёт 16 транспондеров Ku-диапазона, 28 транспондеров C-диапазона. Ожидается, что спутник прослужит как минимум 15 лет.
Согласно сообщениям КА выведен на штатную орбиту и функционирует нормально. На 21 ноября 2012 спутник проходил послепусковые испытания.